# Magnus Friedrich Steindorff

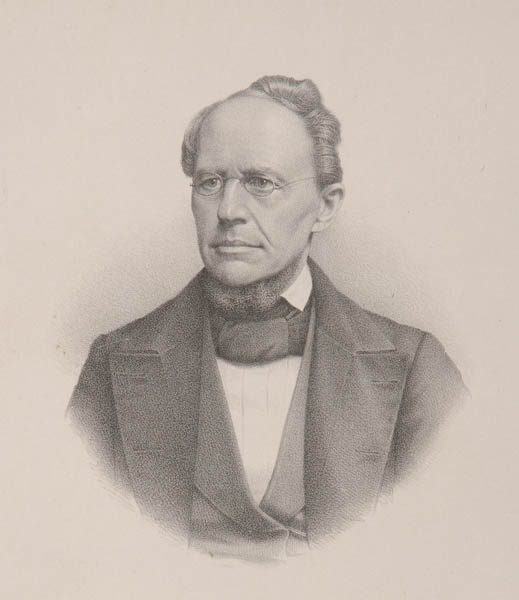
Magnus Steindorff

Magnus Friedrich Steindorff (* 29. Mai 1811 auf Gut Behrensbrook, Herzogtum Schleswig; † 22. Juni 1869 in Kiel) war ein deutscher Arzt und Mitglied der Frankfurter Nationalversammlung.

## Leben
Steindorff wurde am 29. Mai 1811 auf dem Gut Behrensbrook im Herzogtum Schleswig geboren. Nach dem Besuch der Domschule Schleswig studierte Steindorff Medizin an den Universitäten Berlin, Würzburg und Kiel.
Nach Abschluss seiner Promotion 1833 ließ sich Steindorff als praktischer Arzt zunächst in Flensburg nieder, siedelte jedoch 1840 nach Schleswig.
Die Schleswig-Holsteinische Erhebung 1848–1851 unterstützte er im vorparlamentarischen Rahmen bei der Organisation von deutsch-gesinnten Demonstrationen und während des Krieges gegen Dänemark als Militärarzt. Ferner entwarf während dieser Tätigkeit mehrere gesetzliche Regelungen des Zivil-Medizinalwesens für Schleswig-Holstein und arbeitete am Entwurf zum schleswig-holsteinischen Staatsgrundgesetz vom 15. September 1848 mit. Weiters wurde Steindorff in die deutsche Nationalversammlung als Abgeordneter des vierten schleswig'schen Wahldistricts gewählt. Hier schloss er sich dem Club des Augsburger Hofes und damit der großen erbkaiserlichen Partei an. Ferner war er Mitglied der ersten ordentlichen Landesversammlung, die während des Krieges von 1850 gewählt wurde.
Nach dem Sieg Dänemarks über Schleswig-Holstein wurde es Steindorff seitens der dänischen Krone verwehrt, in Schleswig zu bleiben. Nach seinem Umzug nach Kiel war er dort als Arzt tätig.
Nach dem Zweiten Deutsch-Dänischen Krieg 1864 trat er abermals für ein freies geeintes deutsches Schleswig-Holstein ein, verwehrte sich aber vergeblich gegen die Einverleibung Schleswig-Holsteins durch das Königreich Preußen. Als Realist akzeptierte er jedoch die Situation nach dem Krieg und sah zumindest seinen Traum eines vereinten Schleswig-Holsteins in einem deutschen Staatenbund verwirklicht.